# Заставе Европе
Ово је списак међународних и националних застава коришћених у Европи.

## Међународне заставе
| Застава | Датум  | Употреба | Опис                                                           |
| ------- | ------ | --- | -------------------------------------------------------------- |
|         | 1955 - | Европска Застава. Првобитно усвојена од стране Савета Европе као симбол европског јединства. Такође усвојена као застава Европске уније од оснивања 1992. | Круг 12 усправно постављених петокраких звезда на плавом пољу. |
|         | 1991 - | Застава Заједнице независних држава |                                                                |
|         |        | Застава Нордијског савета |                                                                |
|         | 1953 - | Застава НАТО |                                                                |

## Заставе земаља Европске уније
| Застава | Датум           | Употреба                      | Опис |
| ------- | --------------- | ----------------------------- | ---- |
|         | 1230-           | Застава Аустрије              |      |
|         | 1831-           | Застава Белгије               |      |
|         | 1990-           | Застава Бугарске              |      |
|         | 1960-           | Застава Кипра                 |      |
|         | 1920-           | Застава Чешке                 |      |
|         | 1219-           | Застава Данске                |      |
|         | 1918-1940 1990- | Застава Естоније              |      |
|         | 1918-           | Застава Финске                |      |
|         | 1794-1815 1830- | Застава Француске             |      |
|         | 1919-1933 1949- | Застава Немачке               |      |
|         | 1978-           | Застава Грчке                 |      |
|         | 1956-           | Застава Мађарске              |      |
|         | 1922-           | Застава Републике Ирске       |      |
|         | 1948-           | Застава Италије               |      |
|         | 1918-1940 1990- | Застава Летоније              |      |
|         | 1918-1940 1989- | Застава Литваније             |      |
|         | 1972-           | Застава Луксембурга           |      |
|         | 1964-           | Застава Малте                 |      |
|         | 1937-           | Застава Холандије             |      |
|         | 1792-           | Застава Пољске                |      |
|         | 1911-           | Застава Португала             |      |
|         |                 | Застава Румуније              |      |
|         | 1992-           | Застава Словачке              |      |
|         | 1991-           | Застава Словеније             |      |
|         | 1981-           | Застава Шпаније               |      |
|         | 1569-           | Застава Шведске               |      |
|         | 1801-           | Застава Уједињеног Краљевства |      |
|         | 1990-           | Застава Хрватске              |      |

### Заставе зависних територија земаља ЕУ
| Застава | Датум | Употреба                    | Опис |
| ------- | ----- | --------------------------- | ---- |
|         | 1954- | Застава Оландских Острва    |      |
|         |       | Застава Фарских острва      |      |
|         |       | Застава Гибралтара          |      |
|         | 1960- | Застава Акротира и Декелије |      |
|         | 1985- | Застава Гернзија            |      |
|         |       | Застава острва Ман          |      |
|         | 1980- | Застава Џерзија             |      |

## Заставе европских земаља у Заједници независних држава
| Застава | Датум              | Употреба            | Опис |
| ------- | ------------------ | ------------------- | ---- |
|         |                    | Застава Јерменије   |      |
|         |                    | Застава Азербејџана |      |
|         | 1995 -             | Застава Белорусије  |      |
|         |                    | Застава Грузије     |      |
|         |                    | Застава Казахстана  |      |
|         |                    | Застава Молдавије   |      |
|         | 1896 – 1917 1991 – | Застава Русије      |      |
|         | 1992 -             | Застава Украјине    |      |

## Заставе осталих европских земаља
| Застава | Датум               | Употреба                    | Опис     |
| ------- | ------------------- | --------------------------- | -------- |
|         | 1992 -              | Застава Албаније            |          |
|         | 1866 -              | Застава Андоре              |          |
|         | 1998 -              | Застава Босне и Херцеговине |          |
|         | 1915 -              | Застава Исланда             |          |
|         | 1937 -              | Застава Лихтенштајна        |          |
|         | 1995 -              | Застава Северне Македоније  |          |
|         | 1881 -              | Застава Монака              |          |
|         | 2004 -              | Застава Црне Горе           |          |
|         | 1821 - 1844, 1898 - | Застава Норвешке            |          |
|         |                     | Застава Сан Марина          |          |
|         | 1882 - 1918, 2004 - | Застава Србије              | Тробојка |
|         | 1815 -              | Застава Швајцарске          |          |
|         |                     | Застава Турске              |          |
| Ватикан | 1929-               | Застава Ватикана            |          |

## Непризнате територије
| Застава | Датум | Употреба                               | Опис |
| ------- | ----- | -------------------------------------- | ---- |
|         |       | Застава Абхазије                       |      |
|         |       | Застава Ичкерије                       |      |
|         |       | Застава Нагорно-Карабаха               |      |
|         |       | Застава Силенда                        |      |
|         |       | Застава Себорге                        |      |
|         |       | Застава Јужне Осетије                  |      |
|         |       | Застава Придњестровља                  |      |
|         |       | Застава Турске републике Северни Кипар |      |